# Gare de Port-Sainte-Marie
Gare de Port-Sainte-Marie – stacja kolejowa w Port-Sainte-Marie, w departamencie Lot i Garonna, w regionie Nowa Akwitania, we Francji.
Została otwarta w 1856 przez Compagnie des chemins de fer du Midi et du Canal latéral à la Garonne. Jest przystankiem Société nationale des chemins de fer français (SNCF), obsługiwanym przez pociągi TER Aquitaine.

## Położenie
Znajduje się na wysokości 41 m n.p.m., na 115,609 km linii Bordeaux – Sète, pomiędzy stacjami Aiguillon i Agen.

## Historia
Gare de Port-Sainte-Marie otwarto 29 maja 1856 przez Compagnie des chemins de fer du Midi et du Canal latéral à la Garonne (Midi), wraz z otwarciem do użytku odcinka z Tonneins do Valence-d’Agen linii Bordeaux – Sète.

## Linie kolejowe
- Bordeaux – Sète
- Port-Sainte-Marie – Riscle